# Kali Asin (Sukamulya)
Kali Asin is een bestuurslaag in het regentschap Tangerang van de provincie Banten, Indonesië. Kali Asin telt 8473 inwoners (volkstelling 2010).